# José Luis Roca (fotógrafo)
José Luis Roca García (n. San Roque (Cádiz); 1966) es un fotógrafo y reportero español, ganador del Premio Ortega y Gasset de periodismo.

## Trayectoria
Roca decidió dar el salto a la fotografía periodística después de tomar una instantánea de una explosión de un petrolero en la Bahía de Algeciras. Cursó sus estudios profesionales en la Escuela Superior de Comunicación, Imagen y Sonido del Centro de Estudios del Vídeo de Madrid.
Afincado entonces en Algeciras, fue uno de los fundadores del periódico Europa Sur, diario del Grupo Joly para el Campo de Gibraltar. Perteneciendo a la Agence France-Presse, trabajó para Europa Sur y El País.
Este periódico le otorgó el Premio Ortega y Gasset de 1998, por sus trabajos en la fotografía de la inmigración irregular en pateras a través del Estrecho de Gibraltar. Situado en la cumbre de su carrera, siguió la estancia del submarino nuclear Tireless en Gibraltar, como fotógrafo de El País en el Campo de Gibraltar.
En 2004, gana el Premio Andalucía de Periodismo, otorgado por el Centro de Estudios Andaluces, en categoría de fotografía. Al año siguiente, fue uno de los productores de una recreación de la Batalla de Trafalgar en el bicentenario de este episodio militar.
En 2008 deja la APF y El País para incorporarse a El Periódico de Catalunya como fotógrafo jefe de este diario en Madrid, donde cubre la actualidad política. En el debate de investidura de Mariano Rajoy de 2011, protagonizó una discusión con la vicepresidenta del Congreso de los Diputados, Celia Villalobos, que le recriminó haber fotografiado el discurso en papel del candidato a presidente con anotaciones manuscritas, algo que la política popular definió como una "violación de la privacidad", unas palabras que a su vez indignaron a los reporteros.